# Trigomphus hainanensis
Trigomphus hainanensis is een libellensoort uit de familie van de rombouten (Gomphidae), onderorde echte libellen (Anisoptera).
De wetenschappelijke naam van de soort is voor het eerst geldig gepubliceerd in 2009 door Zhang & Tong.